# Ipari és Kereskedelmi Minisztérium
Az Ipari és Kereskedelmi Minisztérium a Magyar Köztársaság idején az ipar és a kereskedelem irányítására 1990-ben (az 1990. évi XXX. törvény alapján)  létrehozott intézmény volt. Rövidítése: IKM. Felállításával megszűnt a Ipari Minisztérium és a Kereskedelmi Minisztérium (Magyarország). Élén az ipari és kereskedelmi miniszter állt. A miniszter rendeletet (IKM rendelet) adhatott ki.
Utódja az Ipari, Kereskedelmi és Idegenforgalmi Minisztérium volt.

## Címe
1051 Budapest, Vigadó u. 6.

## Története
Az IKM felállításával megszűnt a Ipari Minisztérium és a Kereskedelmi Minisztérium. A Magyar Köztársaság minisztériumainak felsorolásáról szóló 1990. évi XXX. törvény módosításáról rendelkező 1996. évi LXXIV. törvény szerint az Ipari és Kereskedelmi Minisztérium elnevezés helyébe az Ipari, Kereskedelmi és Idegenforgalmi Minisztérium lépett.

## Ipari és kereskedelmi miniszterek
- Dunai Imre